# Aspidium pteroides
Aspidium pteroides là một loài thực vật có mạch trong họ Dryopteridaceae. Loài này được (Retz.) Ballard miêu tả khoa học đầu tiên năm 1932.